# 권미숙 (탁구 선수)
권미숙(1970년~)은 대한민국의 탁구 선수였다. 1989년 독일 도르트문트 세계선수권대회에서 단체전 은메달을 획득하였다.